# Cantón de Ervy-le-Châtel
El cantón de Ervy-le-Châtel  era una división administrativa francesa, que estaba situada en el departamento de Aube y la región de Champaña-Ardenas.

## Composición
El cantón estaba formado por dieciséis comunas:
- Auxon
- Chamoy
- Chessy-les-Prés
- Coursan-en-Othe
- Courtaoult
- Davrey
- Eaux-Puiseaux
- Ervy-le-Châtel
- Les Croûtes
- Marolles-sous-Lignières
- Montfey
- Montigny-les-Monts
- Racines
- Saint-Phal
- Villeneuve-au-Chemin
- Vosnon

## Supresión del cantón de Ervy-le-Châtel
En aplicación del Decreto nº 2014-216 de 21 de febrero de 2014, el cantón de Ervy-le-Châtel fue suprimido el 22 de marzo de 2015 y sus 16 comunas pasaron a formar parte del nuevo cantón de Aix-en-Othe.